# Universidad Centroamericana “José Simeón Cañas”
Die Universidad Centroamericana “José Simeón Cañas” (UCA) ist eine private, gemeinnützige Hochschule in San Salvador (El Salvador).
Der Campus befindet sich im Stadtteil Antiguo Cuscatlan, er hat etwa 22 Manzanas (15,4 Hektar), sieben Aulen, sechs große Aulen, drei Auditorien, eine Bibliothek, Labors, EDV-, Sport-Zentren und andere Einrichtungen wie zum Beispiel das Instituto de Derechos Humanos (IDHUCA), Radio UCA und eine Druckerei (sie veröffentlicht u. a. Prueba de Aprendizaje y Aptitudes (PAES) und Semanario Proceso).
Die Studenten studieren an zehn Lehrstühlen auf Licenciada/o, fünf Lehrstühlen Ingenieurwissenschaften, vier Lehrstühlen für Lehramt, zwei Lehrstühlen für Technik, zehn Lehrstühlen für Aufbaustudien.

## Geschichte
Ab 1870 war es Teil der liberalen Emanzipation und der Staatenbildung in Zentralamerika, die Kirche aus dem öffentlichen Bildungswesen zu drängen, so dass staatliche Schulen und Universitäten gegründet wurden. Später gründeten die Römisch-Katholische Kirche und ihre Orden eigene Bildungseinrichtungen.

### Gründung
Die UCA wurde im September 1965 von der Gesellschaft Jesu gegründet. Von ihrer Gründung versprachen sich Regierung und Unternehmerschaft, eine Hochschule für die Absolventen der katholischen Kollegien aus der Oligarchie zu schaffen, als Alternative zur staatlichen Universidad de El Salvador, welcher vorgeworfen wurde, marxistische Ideen zu verbreiten und die gesellschaftliche Ordnung zu destabilisieren. Deshalb verabschiedete die Regierung von Oberst Julio Adalberto Rivera Carballo im Juli 1965 ein Gesetz, welches private Universitäten in El Salvador sanktionierte.
Bei ihrer Gründung wurden folgende Lehrstühle aufgebaut: Wirtschaftswissenschaften, Wirtschaftsingenieurwesen und Betriebswirtschaft. Ab 1969 kamen humanwissenschaftliche Lehrstühle wie Psychologie und Literatur dazu.
1970 wurde mit einem Darlehen von der Banco Interamericano de Desarrollo der heute bestehende Campus errichtet.

### 1970er und 1980er Jahre
Mitte der 1970er Jahre, unter der Leitung von Rektor Román Mayorga Quirós, fanden auch progressive Lehrmeinungen zu sozialen und politischen Themen Eingang in den Lehrbetrieb. Dies kann vor dem Hintergrund des zweiten Vatikanischen Konzils gesehen werden, welches auch die Gesellschaft Jesu prägte.
1976 übte Professor Ignacio Ellacuría in einem Leitartikel der Universitätszeitschrift ECA harsche Kritik an der Regierung von Oberst Arturo Armando Molina, da diese einen Plan für eine umverteilende Agrarreform aufgegeben hatte. Die Regierung stellte darauf die ohnehin geringe Förderung der Universität ein, was von der Ultrarechten El Salvadors als Freibrief für Angriffe auf die Institution aufgefasst wurde.
Am 3. Februar 1977 wurde Óscar Romero zum Erzbischof von San Salvador ernannt, sein Verständnis von Pastorale fand in der UCA Sympathie und Unterstützung. Zu den Freunden von Romero in der UCA gehörte Jon Sobrino, welcher dazu beitrug, dass die UCA zu einem Zentrum der lateinamerikanischen Theologie der Befreiung wurde. Im März 1977 wurde der Priester Rutilio Grande SJ ermordet, es wurden Drohungen gegen die Jesuitenkommunität der Universität verfasst und Bombenanschläge auf den Universitätscampus verübt. Im Juni 1977 und im Januar 1981 wurde die Universität von der Armee besetzt.
1979 übernahm Ignacio Ellacuría die Leitung der Universität und setzte das Projekt der sozialen Universität fort. Er förderte die Auseinandersetzung mit der gesellschaftlichen Realität in El Salvador in Studien und legte ein Hauptaugenmerk auf die Verpflichtungen, welche er von Seiten der Universität gegenüber der Bevölkerung sah. Als der soziale Konflikt im Bürgerkrieg ein bewaffneter wurde, war es Ellacuría, welcher den Weg von Dialog und Verhandlungen verfocht.
Am 23. November unternahm die Polizei eine Razzia in Wohnungen von Professoren, vorgeblich auf der Suche nach Waffen.

### Herbst 1989
Unter der Regierung Alfredo Cristiani Burkards begannen am 13. September 1989 Verhandlungen zwischen der aufständischen FMLN und der Regierung. Am 31. Oktober 1989 wurden bei einem Bombenanschlag auf die Gewerkschaft Federación Nacional de Sindicatos de Trabajadores Salvadoreños (FENASTRAS) neun Menschen ermordet, darunter die Gewerkschaftsfunktionärin Febe Elizabeth Velasquez. Am 6. November 1989 nahm Ellacuría in Barcelona den Premio de la Fundación Comín für die UCA entgegen.
Am 11. November 1989 begann die FMLN ihre dritte Offensive und griff die Wohnviertel der salvadorianischen Elite, Colonias San Benito und Escalón im Norden San Salvadors, unter der Parole „Todos al tope“ (etwa: „Aufs Ganze gehen“) an. Die salvadorianische Luftwaffe (Fuerza Aérea Salvadoreña) bombardierte darauf die dichtbewohnten Armenviertel im nördlichen San Salvador. Dabei starben mehrere hundert Menschen.

#### Unbegründeter Verdacht der Guerilla-Tätigkeit
Am 11. November 1989 sprengte die FMLN ein Tor der UCA und überquerte den Campus. Am folgenden Tag wurde von den salvadorianischen Streitkräften (FAES) ein Posten eingerichtet, um das Kommen und Gehen in der UCA zu überwachen. Ab dem 13. November 1989 wurde der Zugang zur UCA von der FAES unterbunden. Am gleichen Tag befahl der Verteidigungsminister René Emilio Ponce Oberst Joaquín Arnoldo Cerna Flores, dem Leiter des Generalstabes, die Durchführung einer Durchsuchung des Campus der UCA. Nach eigenen Angaben befahl Ponce diese Durchsuchung, da er informiert worden sei, dass sich auf dem Campus 200 Guerilleros befänden. Cerna Flores überließ die Durchsuchung dem Leutnant José Ricardo Espinoza Guerra, welcher sie mit einigen hundert Mann des Bataillons Atlacatl durchführte. Leutnant Héctor Ulises Cuenca Ocampo vom Geheimdienst DNI fand sich am Eingang der UCA ein, um die Durchsuchung zu begleiten. Espinoza Guerra leitete persönlich die Durchsuchung des Wohnbereiches der Priester. Es wurden keine Hinweise auf die Anwesenheit von Guerilleros gefunden, weder Kriegs- noch Propagandamaterial. Das Ergebnis der Durchsuchung teilte Espinoza Guerra dem Major Hernández Barahona mit, welcher es später im Generalstab Oberst Cerna Flores mitteilte.

#### Das Massaker vom 16. November 1989
Am 16. November 1989 verübte die militärische Spezialeinheit Batallón Atlácatl auf dem Campus einen Anschlag. Bei diesem nächtlichen Überfall drangen die Täter in die Jesuiten-Kommunität ein. Der Anschlag galt vorrangig Ignacio Ellacuría, dem Rektor bzw. Kanzler der Universität. Dieser war am 13. November vorzeitig von einer Reise zurückgekehrt. Das Kommando hatte den Befehl, keine Zeugen zu hinterlassen. Deshalb wurden alle im Wohnbereich der Jesuiten am 16. November 1989 Anwesenden ermordet:
- Ignacio Ellacuría (1930–1989), Kanzler der Universität
- Ignacio Martín-Baró (1942–1989), stellvertretender Kanzler, Psychologe, Begründer der Befreiungspsychologie
- Segundo Montes (1933–1989), Leiter des Instituto de Derechos Humanos
- Juan Ramón Moreno, Leiter der theologischen Bibliothek
- Amando López, Philosophieprofessor
- Joaquín López y López
- Elba Ramos, Köchin
- Celina Ramos, die 16-jährige Tochter der Köchin

Die Jesuitenprofessoren Jon Sobrino (* 1938) und Jon Cortina (1934–2005) überlebten, weil sie sich zur Tatzeit zufällig nicht in San Salvador befanden.
Die Täter hatten noch drei Tage zuvor ein Training von US-amerikanischen Eliteeinheiten im Nachtkampf erhalten. Zu der Mordaktion, die nachts stattfand, nahmen einige der Elitesoldaten – angeblich ohne Wissen der US-Ausbilder – die Nachtsichtgeräte ihrer Trainer mit.

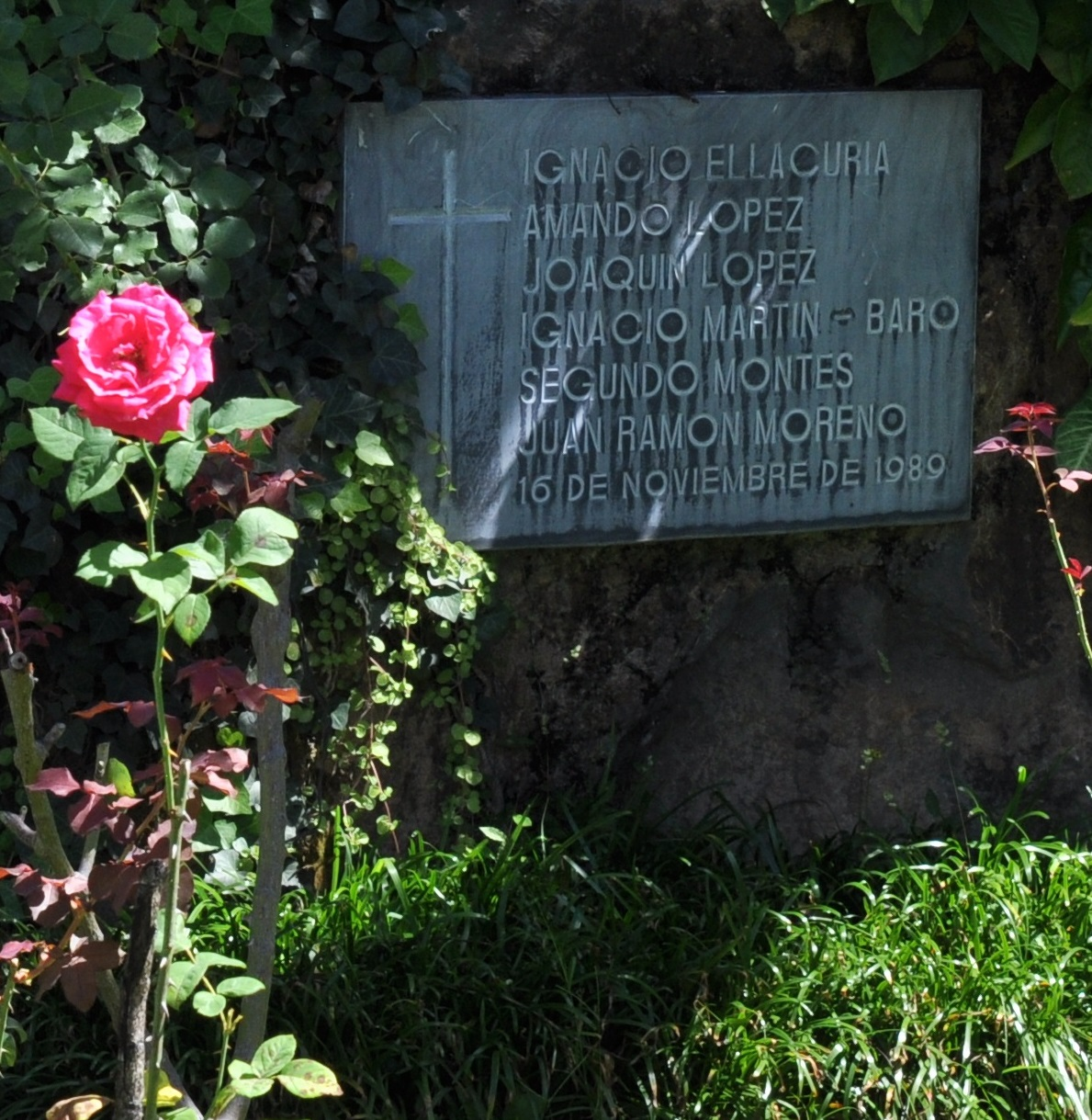
Gedenktafel für die Ermordeten im Rosengarten der UCA

Das Atlácatl-Bataillon, dessen Befehlshaber an der US-amerikanischen Militärakademie School of the Americas ausgebildet worden waren, hatte bereits 1981 im Massaker von El Mozote ca. 900 Zivilisten ermordet. Dieses Ereignis gilt als größtes Kriegsverbrechen in der Geschichte Zentralamerikas.

## Kanzler
Die Nachfolger von Ignacio Ellacuría waren:
- Francisco Javier Ibizate SJ
- Francisco Estrada SJ
- José María Tojeira, SJ
- Andreu Oliva, SJ

## Studiengänge
- Fakultät für Sozial- und Geisteswissenschaften
  - Licenciatura in Rechtswissenschaft
  - Licenciatura in soziale Kommunikation
  - Licenciatura in Philosophie
  - Licenciatura in Psychologie
  - Licenciatura in Theologie
  - Lehramt Sonderpädagogik
  - Lehramt Vorschule
  - Lehramt Englisch
  - Lehramt Theologie
  - Diplom in Philosophie

- Fakultät für Wirtschaftswissenschaften
  - Licenciatura in Wirtschaftswissenschaften
  - Licenciatura in Betriebswirtschaftslehre
  - Licenciatura in Contaduría Pública (Rechnungsprüfer)
  - Licenciatura in Absatz (Marketing)
  - Licenciatura in technisches Marketing
  - Licenciatura in Controlling

- Fakultät für Ingenieurwesen und Architektur
  - Ingenieur Elektrotechnik
  - Ingenieur Maschinenbau
  - Bauingenieurwesen
  - Ingenieur Fertigungstechnik
  - Chemieingenieurwesen
  - Informatik
  - Architektur

### Weiterführende Studiengänge
- Fakultät für Sozial- und Geisteswissenschaften
  - Doctorado in iberoamerikanischer Philosophie
  - Master in Politikwissenschaft
  - Master in Kommunikationswissenschaften
  - Master in Wirtschaftsrecht
  - Master in Verfassungsrecht
  - Master in lokaler Entwicklung
  - Master in iberoamerikanischer Philosophie
  - Master in Bildungspolitik
  - Master in Massenpsychologie
  - Master in Gesundheitswesen

- Fakultät für Wirtschaftswissenschaften
  - Master in Bankwesen
  - Master in Management
  - Master in Ingenieurwesen und Architektur
  - Master in Umweltmanagement

## Auszeichnung
1990 erhielt die UCA den Premio Príncipe de Asturias de Comunicación y Humanidades in Anerkennung für ihr Eintreten für Freiheit und Menschenrechte.